# Erwan Evenou
Pour les articles homonymes, voir Evenou.
Erwan Evenou est un écrivain français de langue bretonne, linguiste, militant politique et professeur d'anglais au collège du Faouët (Morbihan), puis professeur de breton et enfin inspecteur pédagogique régional de breton avant de prendre sa retraite, né à Alger le 14 février 1940 et mort le 24 avril 2020 à Lorient,,. 

## Biographie
Erwan Evenou – Yvon à l’état civil – est un « pied-noir » né à Alger en 1940. À l’époque, on disait simplement « Algérien », identité que l’enfant revendiquait puisque ses ancêtres maternels s’étaient installés dans le pays dès les années 1840. 
Candidat de l'UDB aux élections législatives de 1973, Erwan Evenou  dépasse les 3 % dans la circonscription Hennebont - Le Faouët (Morbihan), avec une pointe à 14 % à Sainte-Brigitte.
Militant syndicaliste actif au sein du SNI-PEGC, il mène parallèlement une activité militante bretonne : rédaction de nombreux articles pour les revues Al Liamm et Pobl Vreizh, organe en langue bretonne de l'UDB. Il a été secrétaire général du « Galv », comité d'action progressiste pour la langue bretonne. Il publie des poèmes et un roman.
Reçu en 1986 à la première session du tout nouveau CAPES de breton, Erwan Evenou soutient l’année suivante une thèse de doctorat à l’université de Rennes II. À la rentrée 1991, il est appelé par le Recteur d’Académie aux fonctions d’inspecteur pédagogique de langues et cultures régionales. La même année, il publie un roman d’expression bretonne sur le drame algérien, Nikolazig ar Broioù tomm (le petit Nicolas des pays chauds), qui plus tard figurera au programme du CAPES de breton.
À son départ à la retraite en 1999, deux fois décoré dans l’ordre des Palmes académiques, le fonctionnaire rédige La Langue bretonne en quête de légitimité, sorte d’audit sur la fonction qu’il a exercée au rectorat de Rennes. Il y dénonce la discrimination culturelle et l’autoritarisme sectaire toujours vivants au sein d’une République demeurée profondément jacobine.

## Publications
- (br) Erwan Evenou (préf. Yann-Ber Piriou), 'Benn Gouloù Deiz, Brest, Presses populaires de Bretagne, coll. « Barzhonegoù », 1972, 53 p.
- (br) Nikolazig ar broioù tomm / Le Petit Nicolas des pays chauds, (roman), 1991.
- La langue bretonne en quête de légitimité dans l'éducation et la vie publique, Keltia, 2000.
- (br) Sant Fiag, 2007 [5]
- Le Coq, l’Hermine et le Croissant, 2012
- (br) Bugale milliget ar Baradoz kollet (Al Liamm), 2018
- Description phonologique du breton de Lanvénégen, thèse de doctorat sur le breton de Lanvénégen.

## Pour approfondir